# Група екзотів (Джуринське лісництво)
Група екзотів — ботанічна пам'ятка природи місцевого значення. Розташована на території Олександрівської сільської ради Томашпільського району Вінницької області (Джуринське лісництво, кв. 60  діл. 9) поблизу с. Олександрівка. Оголошена відповідно до рішення Вінницького облвиконкому від 29.08.1984 р. № 371. Охороняється цінна порода рідкісних в області деревних порід віком від 60 до 80 років, висотою до 25 м та діаметром стовбурів 12-32 см.